# Welington
Welington Damascena Santos, mais conhecido apenas como Welington (São Paulo, 19 de fevereiro de 2001) é um futebolista brasileiro que atua como lateral-esquerdo. Atualmente joga no Southampton.

## Carreira

### São Paulo
Welington nasceu em São Paulo mas foi criado em São Bernardo do Campo. Crescendo sem a presença do pai, sua mãe sacrificou-se para que Welington pudesse pegar trem e ônibus para ir aos treinamentos na base do clube em Cotia, tendo chegado ao São Paulo em 2014 aos 13 anos. Para economizar dinheiro, Welington passou a morar no alojamento do clube aos 14 anos de idade.
Sempre utilizado em categorias acima de sua idade, Welington disputou 26 partidas no Sub-15 do clube, 37 no Sub-17 e 107 no Sub-20. Faturou inúmeros títulos como a Copa do Brasil Sub-20 de 2018 e a Copinha de 2019, praticamente atuando em todos jogos destas competições. Nessa última, ficou marcado por fazer parte do elenco que entrou de cabeça raspada em homenagem a uma torcedora do clube que estava com câncer no cérebro.
Foi relacionado pela primeira vez ao time profissional em dezembro de 2019, juntamente com outros jovens das categorias Sub-17 e Sub-20 para a última do Campeonato Brasileiro contra o CSA. O São Paulo venceu por 2–1, mas Welington não chegou a estrear.

#### 2020
Subindo aos profissionais em 2020, fez sua estreia profissional em 8 de março de 2020, na derrota por 1–0 sobre o Botafogo de Ribeirão Preto no Campeonato Paulista. Entrou no segundo tempo no lugar de Everton e acabou sofrendo uma queda num choque de cabeça, tendo mesmo assim permanecido em campo até o fim do jogo e levado ao hospital posteriormente. Atuou em mais um jogo na temporada, totalizando dois jogos.

#### 2021
Foi definitivamente integrado aos profissional em janeiro de 2021, onde sua estreia como titular foi logo em seu segundo jogo pelos profissionais em 25 de fevereiro na última rodada do Brasileirão contra o Flamengo.
Em 14 de abril, marcou seu primeiro gol como profissional na vitória por 3–2 sobre o Guarani no Campeonato Paulista. Com apenas três jogos como titular, Welington já havia feito um gol e distribuído uma assistência, superando seus números no Sub-20 na temporada passada. Em 23 de maio, integrou o elenco campeão Paulista após bater o Palmeiras por 2–0 no jogo de volta. Apesar da conquista, Welington ficou no banco.
Com 11 jogos disputados e a conquista do título Paulista, em 3 de junho foi anunciada a sua renovação de contrato até 31 de dezembro de 2024.
Disputando posição com Reinaldo, Welington chegou a ser titular com Hernán Crespo, mas com a chegada de Rogério Ceni disputou apenas quatro partidas. Ao todo, disputou 31 jogos na temporada.

#### 2022
Em 27 de março, fez o primeiro gol da vitória por 2–1 sobre o Corinthians semifinal no Campeonato Paulista, ajudando o tricolor a chegar na segunda final consecutiva. Na final foi titular, mas o Tricolor acabou goleado por 4–0 sobre o Palmeiras em 3 de abril e perdeu o título. Welington disputou 51 jogos na temporada, marcou um gol e distribuiu seis assistências.

#### 2023
Antes usando a camisa 34, passou a utilizar o número 6 após a saída de Reinaldo. Após um lesão sofrida contra o Botafogo-SP na primeira fase do Campeonato Paulista, voltou a lesionar-se com mais gravidade em 13 de março em partida contra o Água Santa, onde fez uma cirurgia ligamentar e uma sindesmose no tornozelo esquerdo.
Após quatro meses, voltou a treinar no campo pela primeira vez em junho e em 16 de julho voltou a atuar como titular na goleada por 4–1 no San-São da 16ª rodada do Campeonato Brasileiro, sendo elogiado pelo técnico Dorival Júnior. Welington neste período foi especulado e recebeu propostas de clubes como Bayer Leverkusen, Fiorentina, Fenerbahçe e Besiktas, entretanto todas foram recusadas pelo Tricolor.
No dia 19 de agosto, Welington completou 100 partidas pelo tricolor no empate sem gols com o Botafogo na 20ª rodada do Brasileirão e ao atingir a marca, tornou-se o quinto atleta estando no elenco a chegar no feito.
Antes tendo recusado uma oferta do Brentford em agosto, o São Paulo e o próprio jogador aceitaram a oferta de transferência do clube CSKA Moscou, da Rússia. Welington já tinha emitido seu passaporte e viajaria logo no último dia de registros de transferências na Rússia em 14 de setembro, entretanto o prazo expirou às 18 horas e o negócio não foi concretizado, tendo Welington permanecido no clube e voltado a treinar no dia seguinte. Terminou a temporada com 32 jogos e não marcou gols, além de uma assistência.

#### 2024
Em 4 de fevereiro de 2024, integrou o elenco campeão do inédito título da Supercopa Rei nos pênaltis sobre o Palmeiras por 4–2, após empate sem gols no tempo normal. Welington iniciou como titular e saiu no decorrer da partida.

## Seleção Brasileira

### Sub-20
Em dezembro de 2020, foi convocado por André Jardine para um torneio internacional quadrangular na Granja Comary. Na segunda rodada em 12 de dezembro, foi o capitão da equipe e deu assistência para o segundo gol do Brasil que venceu por 2–0 a Bolívia. O Brasil sagrou-se campeão ao empatar com o Chile em 1–1.

### Sub-23
Foi um dos convocados por Ramon Menezes para dois amistosos contra Marrocos em setembro de 2023 válidas como preparativos para as Olimpíadas de 2024, sendo essa sua primeira convocação para a categoria.

## Estatísticas

### Seleção Brasileira
Abaixo estão listados todos jogos e gols do futebolista pela Seleção Brasileira, desde as categorias de base. Abaixo da tabela, clique em expandir para ver a lista detalhada dos jogos de acordo com a categoria selecionada. 

#### Sub-23
| Ano   |       |      |         |
| Ano   | Jogos | Gols | Assist. |
| ----- | ----- | ---- | ------- |
| 2023  | 1     | 0    | 0       |
| Total | 1     | 0    | 0       |

|    | Data                  | Local                                     | Resultado | Adversário | Gols | Competição |
| -- | --------------------- | ----------------------------------------- | --------- | ---------- | ---- | ---------- |
| 1. | 7 de setembro de 2023 | Complexo Desportivo de Fez, Fez, Marrocos | 0–1       | Marrocos   | 0    | Amistoso   |

## Títulos

### Profissional
São Paulo
- Copa do Brasil: 2023
- Supercopa Rei: 2024[35]
- Campeonato Paulista: 2021

### Base
São Paulo
- Copa Brasil Sub-15 Votorantim: 2016
- Future Cup Sub-20: 2017
- Salvador Cup Sub-17: 2017
- J-League Challenge Cup Sub-17: 2018
- FAM Cup Sub-17: 2018
- Supercopa do Brasil Sub-20: 2018
- Copa do Brasil Sub-20: 2018
- Copa São Paulo de Futebol Júnior: 2019

### Seleção Brasileira

#### Sub-20
- Torneio Internacional: 2020